# نوزینا
نوزینا (به صربی: Neuzina) یک منطقهٔ مسکونی در صربستان است که در Sečanj Municipality واقع شده‌است. نوزینا ۱٬۳۷۱ نفر جمعیت دارد و ۴۷ متر بالاتر از سطح دریا واقع شده‌است.